# Laelia lueddemanii
Laelia lueddemanii är en orkidéart som först beskrevs av Edouard Ernest Prillieux, och fick sitt nu gällande namn av Louis Otho Otto Williams. Laelia lueddemanii ingår i släktet Laelia och familjen orkidéer. Inga underarter finns listade i Catalogue of Life.